# Steve Devine
Stephen John Devine (Boggabri, 12 dicembre 1976) è un ex rugbista a 15 e dirigente sportivo australiano, internazionale per la Nuova Zelanda, per 9 stagioni mediano di mischia dei Blues, formazione di Auckland.

## Biografia
Nativo del Nuovo Galles del Sud, Devine giunse fino a rappresentare l'Australia a livello Under-21 e di Nazionale a sette, nel 1998; in quello stesso anno fu reclutato in Nuova Zelanda nella selezione provinciale di Auckland e, a partire dall'anno successivo, anche dei Blues, franchise che rappresenta Auckland in Super Rugby.
Per tutta la carriera fu legato alla provincia di Auckland e ai Blues, disputando complessivamente 148 incontri (di cui 70 in Super Rugby).
Del 2002 è l'esordio negli all blacks, in occasione di un incontro del tour di fine anno a Londra contro l'Inghilterra.
Prese poi parte alla Coppa del Mondo di rugby 2003, disputandovi le sue ultime partite internazionali e aggiudicandosi il terzo posto finale in tale competizione.
Attivo fino al 2007, affrontò in carriera diverse commozioni cerebrali; l'ultima, la più seria, lo lasciò con cefalee e vuoti di memoria, che indussero i sanitari cui si era rivolto per consulto a consigliargli l'immediato ritiro dall'attività agonistica, cosa che fece nell'ottobre di quell'anno, a 31 anni ancora da compiere.
Dal 2010 è il team manager della formazione provinciale di Auckland nel National Provincial Championship.

## Palmarès
- Super Rugby: 1
Blues: 2003
- National Provincial Championship: 4
Auckland: 1999, 2002, 2003, 2005